# Nguling (plaats)
Nguling is een bestuurslaag in het regentschap Pasuruan van de provincie Oost-Java, Indonesië. Nguling telt 6999 inwoners (volkstelling 2010).